# Іван Володимирович Більський
Іван Володимирович Більський (Бельський; 1380 — після 1446) — князь більський та новгородський (1445—1446) із династії Гедиміновичів, син київського князя Володимира Ольгердовича. Засновник князівського роду Більських (Бєльських). 

## Біографія
У 1408 р. брав участь у поході Вітовта на Москву. У 1420 р. отримав землі з центром у Білій в Смоленській землі.
Під час боротьби між Сигізмундом Кейстутовичем та Свидригайлом Ольгердовичем за Литовський великокнязівський престол, був прихильником Свидригайла.
1432 року підписав мир з Тевтонським Орденом. 1435 року — у битві під Вількомиром потрапив у полон до Сигізмунда Кейстутовича (як король Київський), пробув в ув'язненні до 1440 р. Звільнений на наказом Великого князя Литовського Казимира IV Ягеллончика (майбутнього короля Польщі).
У 1444—1445 рр. був князем у Великому Новгороді. Зимою 1444 року вирушив на чолі новгородських військ в похід проти лівонців за Нарову, проте через кінський падіж похід завершився невдало.

## Сім'я та діти
У лютому 1422 року одружився з Василісою Гольшанською (? — до 1484), дочкою князя Андрія Гольшанського, сестрою польської королеви Софії Гольшанської. 
Діти:
- Явнута (Агнешка) Іванівна Більська (1438—1495 чи 1496) — дружина Івана Ходкевича (1420—1484), воєводи Київського. У 1482 р. потрапила у полон до Кримського хана Менглі-Гірея разом з чоловіком і дітьми, але згодом була визволена.
- Іван Іванович Більський (Старший) (1439—1477) — князь Більський, дружина — княгиня Анна Воротинська.
- Іван Іванович Більський (Молодший) (?—1476)
- Федір Іванович Більський (1440—1503) — князь Більський (1477—1482). Один з учасників змови князів 1481 р., після провалу якої емігрував до Московії. Перша дружина — Ганна Семенівна Кобринська; 2-га — Ганна Василівна Рязанська (1498), дочка Великого князя Рязанського Василія Івановича.
- Семен Іванович Більський (1444—1522) — князь Більський (1484—1522). Дружина — княгиня Ірина Іванівна Патрикеєва.
- Анна Іванівна Більська (?—після 1490) — дружина Болеслава ІІ (1428—1452), князя Цешинського, Глогувського, Битомського та ін.
- Марія Іванівна Більська — дружина князя Івана Васильовича Острозького (? — 1465), мати великого гетьмана литовського, Костянтина Острозького.